# كارول آن ديفيس
كارول آن ديفيس (بالإنجليزية: Carol Anne Davis)‏ (1961، دندي في المملكة المتحدة)؛ روائية بريطانية. درست في جامعة إدنبرة.